# Русское братство
Ру́сское бра́тство — русская монархическая организация, основанная в Киеве в 1904 году. Выступало против конституционализма, за самодержавную монархию. Поддержала роспуск Государственной думы в 1906 и послала государю телеграмму поддержки. В РБ запрещали членство евреям. Собрания Братства проходили несколько раз в год. В организации состояли преимущественно отставные военные.
С 1907 Русское братство начало активно сотрудничать с киевскими отделами Русской монархической партии (РМП), РС, Союза русского народа (СРН), Партии правового порядка. Почётным членом Русского братства был митрополит Киевский Флавиан (Городецкий).
Руководители Русского братства:
- генерал-майор Проценко
- генерал-майор П. Г. Жуков

В 1911 году П. Г. Жуков возглавил также киевское отделение Русской монархической партии, с которой после этого Русское братство фактически слилось. Прекратило существование после смерти Жукова.
Убеждения и цели членов Русского братства изложены в уставе: «Убеждения члена „Русского братства“ должны выражаться приблизительно в следующем:
1. Я — подданный моего законного российского, наследственного, ныне царствующего Самодержавного Государя Императора, повиноваться его воле не только за страх, но и за совесть, сам Бог повелевает.
2. Мой девиз: „Христианство — Самодержавие — Народность“.
3. Лиц, стремящихся ввести в государственный строй преобразования, не основанные на глубоком изучении нужд народных, а лишь на теоретических соображениях… я признаю врагами русской самобытности….
4. Почитая всякое насилие за грех перед Богом и преступление перед Царем, я, тем не менее, борьбу с врагами Царя и народа, в исключительных случаях, даже с оружием в руках, считаю своей священной обязанностью»[1].